# Janské Lázně
Janské Lázně (in tedesco: Johannisbad) è una città della Repubblica Ceca facente parte del distretto di Trutnov, nella regione di Hradec Králové.
È una città a vocazione turistica, soprattutto grazie ai suoi stabilimenti termali; è anche una stazione sciistica attiva in particolare nello sci nordico, disciplina della quale ha ospitato la seconda edizione dei Campionati mondiali, nel 1925.